# Nitrosaminer

Nitrosaminer

Nitrosaminer eller N-nitrosoföreningar (förkortade NOC av engelskans N-nitroso compounds) är en grupp kemiskt besläktade substanser där nitrosogruppen NO är bunden till en aminogrupp. De flesta av dessa föreningar är cancerframkallande.
Människor kan exponeras för NOC via bland annat livsmedel. NOC kan även finnas i läkemedel och i kosmetiska produkter. Vissa yrken medför en yrkesmässig exponering och för rökare tillkommer tobaksspecifika NOC, som inandas med tobaksröken. Tobaksrök anses vara den största och mest spridda källan till humanexponering för NOC.
Nitrosaminer finns dessutom i mindre mängder i latexprodukter som ballonger och kondomer.